# اولاف سوارتز
اولاف سوارتز (انگلیسی: Olof Swartz؛ ۲۱ سپتامبر ۱۷۶۰ – ۱۹ سپتامبر ۱۸۱۸) گیاه‌شناس اهل سوئد بود.